# پرسکت (اورگن)
پرسکت (به انگلیسی: Prescott) شهری در شهرستان کلمبیا ایالت اورگن است و در سرشماری سال ۲۰۱۱ میلادی، ۵۵ نفر جمعیت داشته که نسبت به سال ۲۰۱۰، ۰ درصد رشد جمعیت داشته‌است.

## موقعیت جغرافیایی
موقعیت جغرافیایی شهرها و مناطق اطراف به شرح زیر است: